# Coupe de la Ligue roumaine de football
La Coupe de la Ligue roumaine de football (en roumain: Cupa Ligii) est une compétition de football créée en 1998, disparue en 2000, et recréée en 2015. Disputée avant le début du Championnat de Roumanie de football, elle oppose uniquement les équipes roumaines de première division.

## Palmarès
| Année | Vainqueur          | Score              | Finaliste                    |
| ----- | ------------------ | ------------------ | ---------------------------- |
| 1998  | FCM Bacău          | 3 - 2 ap           | CF Universitatea Cluj-Napoca |
| 2000  | CF Gloria Bistrița | 2 - 2 ap 3 - 1 tab | FCM Bacău                    |
| 2015  | Steaua Bucarest    | 3 - 0              | CS Pandurii Târgu Jiu        |
| 2016  | Steaua Bucarest    | 2 - 1ap            | CS Concordia Chiajna         |
| 2017  | Dinamo Bucarest    | 2 - 0              | ACS Poli Timişoara           |